# جامع أم الطبول
جامع أم الطبول، هو جامع بني في بغداد تخليداً للضباط المشاركين في انقلاب الشواف سمي بعد عام 2003 بجامع ابن تيمية، ومن ثم رجع إلى تسميتهِ الأصلية، ومسجل الآن في ديوان الأوقاف باسم جامع أم الطبول نسبة لساحة أم الطبول المقام عليها المسجد، وافتُتِح عام 1388 هـ/1968م، وهو من مساجد بغداد الحديثة الفخمة، ويقع على أطراف منطقة اليرموك باتجاه مدينة البياع، وهو الجامع الأقرب لشارع الخط السريع المؤدي إلى مطار بغداد الدولي.
وشيد الجامع في حي أم الطبول الذي كان قبل بناؤه يستخدم ميداناً وساحة للرمي في الجيش وكانت تستعملهُ القوات المسلحة العراقية، وفي عام 1959م أُعْدِمَ في عهد رئيس وزراء العراق السابق عبد الكريم قاسم مجموعة من الضباط المعادين لهُ في هذا الميدان ومنهم ناظم الطبقجلي ورفعت الحاج سري ورفاقهم بتهمة اشتراكهم في انقلاب الشواف وذلك في صباح يوم 20 أيلول 1959م، وكانوا ينتمون إلى تنظيم الضباط الأحرار، وكان لهذا الحدث الأثر المؤلم في قلوب ونفوس العراقيين القوميين فاهتزت لهُ مشاعرهم، وقال الأستاذ عدنان الراوي الموصلي قصيدة ألقيت من اذاعة صوت العرب على رثاء الضباط الأحرار بأبيات منها الآتي:
وبعد حركة 8 شباط 1963 والإطاحة بنظام عبد الكريم قاسم وجماعته، قررت الجمهورية العراقية إنشاء جامع فخم يخلد ذكرى هؤلاء الضباط وفعلا بدء ببناء الجامع سنة 1966م، وأنجز سنة 1968م، وهو في غاية الروعة والجمال والفخامة وقد شيد على غرار جامع السلطان حسن أو الرفاعي في مصر، وبشكل أكبر كما نقلت رفات الضباط الأحرار من مقبرة الغزالي إلى مقبرة جامع أم الطبول.

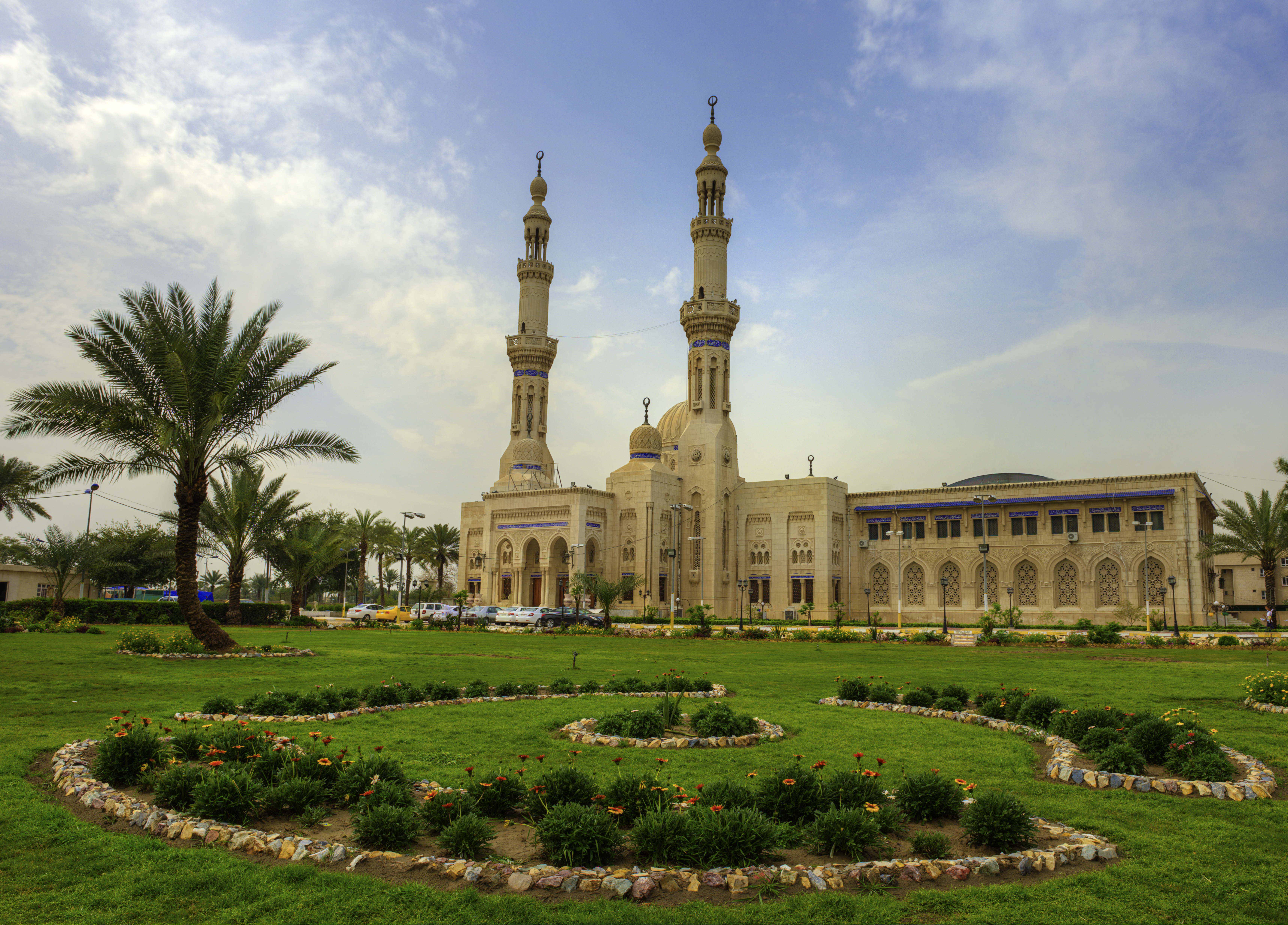
مبنى جامع أم الطبول في عام 2016

وقرر مجلس الوزراء العراقي بجلسته المنعقدة في 1 أيلول 1963 رقم 67 تخويل وزير البلديات يومئذ محمود شيت خطاب صلاحية إعداد التصاميم وعرضها على مجلس الوزراء وتأليف لجنة برئاسة وزير البلديات وممثل عن وزارة الدفاع والإسكان والصحة والتربية والتعليم والأوقاف للإشراف على التنفيذ وتتحمل وزارة الأوقاف نفقات المشروع، وقد شكلت لجنة للإشراف على المشروع وبناء الجامع وتتألف من:
- اللواء حمودي مهدي رئيس أركان الجيش العراقي.
- اللواء عبد القادر ياسين العاني المعاون الإداري لرئيس أركان الجيش.
- السيد سامي باش عالم مدير الأوقاف.

وبعد إحالة السيد عبد القادر ياسين العاني إلى التقاعد صار في لجنة الإشراف السيد محمد مجيد الشوك معاون رئيس أركان الجيش السابق، وبعد إحالته إلى التقاعد صار مكانه السيد صادق عبد الله معاون رئيس أركان الجيش، وساهم جماعة من الإشراف على تنفيذ مشروع الجامع منهم الأستاذ مصلح النقشبندي وزير الأوقاف السابق، والأستاذ عبد اللطيف ياسين المعاون الإداري لرئيس ديوان الأوقاف السابق، والأستاذ عبد الرزاق العاني المعاون القانوني لرئيس ديوان الوقف، وجماعة من مهندسي مديرية الأشغال العسكرية.
ولهذا الغرض استُقدم المهندس عبد السلام أحمد وكيل الإدارة العامة في الأقسام الهندسية في وزارة الأوقاف في مصر وتم تصميم الجامع على غرار جامع صلاح الدين في مصر وبشكل أوسع ورسم خرائطه الرسام (إرشام جورج).
ووضع الحجر الأساس في يوم 16 تموز 1964 وبعد ذلك وضع بالمناقصة العلنية وقد فاز بالمناقصة المهندس عدنان يوسف القدسي.
وعندما زار أمير دولة الكويت عبد الله السالم الصباح العراق في عام 1964 تبرع بمائة ألف دينار إلى الضباط المشاركين القتلى في انقلاب شباط (حركة 8 شباط 1963) ولكن المبلغ أعطِيَ إلى الجامع واستكملت باقي المبالغ البالغة ستة مائة ألف دينار وافْتُتِحَ الجامع في 20 أيلول 1968م، وهو كبير البنيان وتحيط به الحدائق حيث يحد الجامع من جهة القبلة شارع مطار بغداد الدولي وحي العامل وحي البياع ومن الشرق شارع بغداد إلى الحلة وحي القادسية ومن الغرب ومن الشمال حي اليرموك، والباب الرئيسي يقع أمام حي القادسية. وفي مدخل الجامع توجد نافورة مياه تحيط بها الحدائق وعلى جانبها الشارع مبلط إلى داخل الحرم.

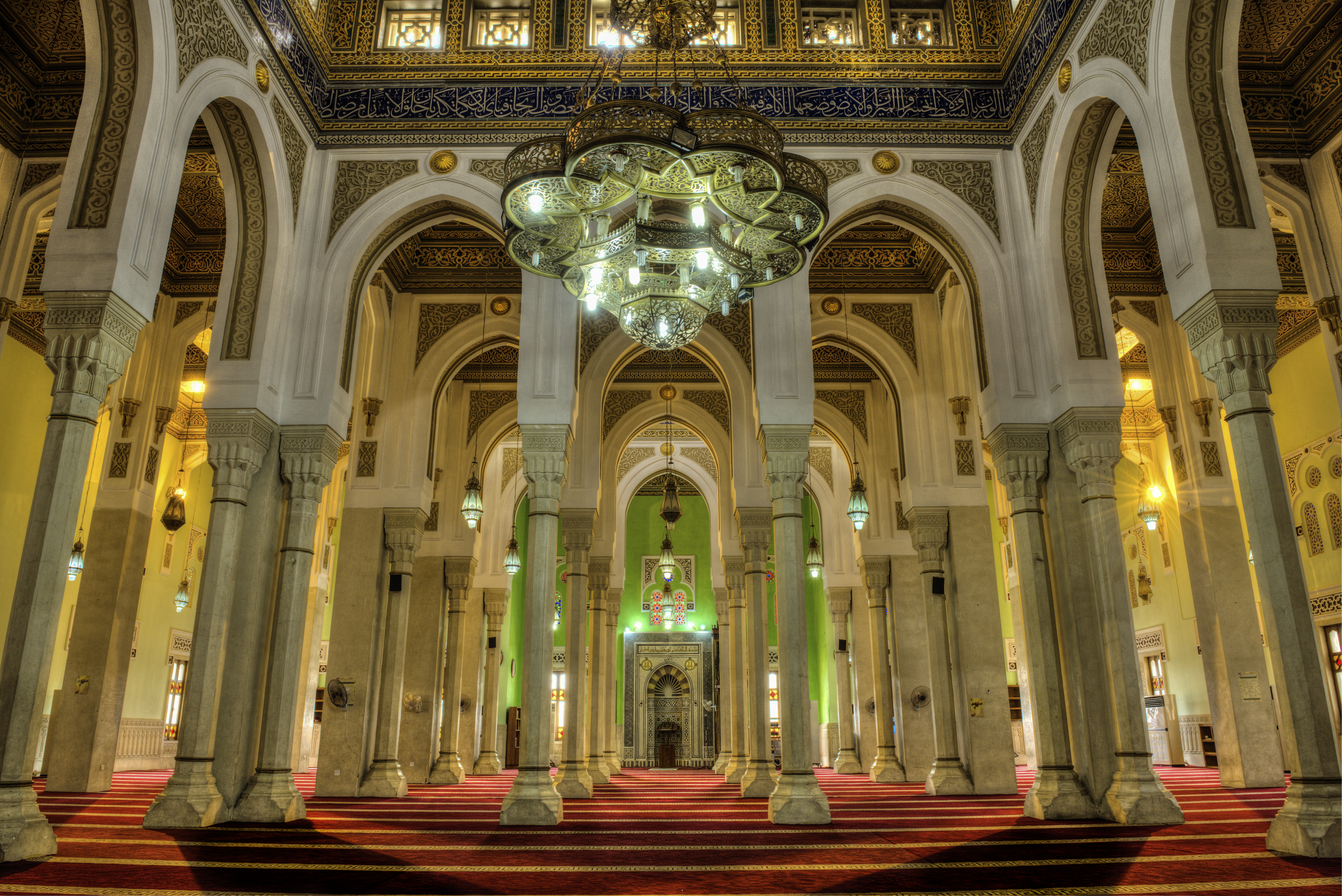
قاعة المصلى الكبير في الجامع

وحرم الجامع مرتفع عن الأرض قرابة متر ونصف، وله سلم عريض من الرخام الأبيض وأمام الباب باحة تزينها الأعمدة الرخامية والثريا الفاخرة وقد كتب على الحجر آيات من القرآن من سورة يس كما كتب داخل الحرم آيات من سورة الرحمن وآية الكرسي وهي بخط الخطاط المبدع هاشم محمد البغدادي عام 1388 هـ/1968م.
أما الحرم فهو مستطيل حيث يبلغ طوله حوالي 100 متر وعرضه حوالي 50 متر ويتوسط المسجد 98 عموداً من الرخام الأبيض النادر وبين الأعمدة علقت الثريا الفخمة وفي السقف نقوش وكتابات بديعة نقشت بأيدي عمال من مصر ماهرين في هذا الفن.
وللحرم محراب بديع وله منبر من خشب الصاج الفاخر صنع في مصر وفي الطابق الأعلى يوجد مصلى للنساء، كما يوجد فيهِ غرف وقاعات عديدة وكبيرة، كما يوجد مصلى صيفي خلف الحرم وغرفة للإمام والخطيب، وفيهِ ثلاثة أبواب خارجية ويوجد فوق الباب الرئيسي منارتان كبيرتان طول الواحدة منها 40 متراً كما توجد قبة فوق المسجد مبنية من حجر الرخام الأبيض وبجانب القبة الكبيرة قبتان صغيرتان، ويوجد خلف الحرم مكان الوضوء والمرافق، ويوجد غربي الجامع ثلاثة بيوت لموظفي الجامع وبالقرب من هذه المساكن توجد المقبرة التي دفن فيها شهداء أم الطبول، والتي من أجلهم بني هذا الجامع ويدار الجامع من قبل ديوان الوقف السني، ولقد تعرض الجامع بعد غزو العراق عام 2003 إلى عدة هجمات ومداهمات من قبل القوات المحتلة، مما أدى إلى غلق المسجد لفترة معينة وتحويله إلى ثكنة عسكرية، وتم تغيير اسمه بعد غزو العراق في عام 2003م، باسم جامع ابن تيمية، وتقام فيه حالياً صلاة الجمعة وصلاة العيدين والصلوات الخمس.
وفي 23 شباط من عام 2006م، جرى الهجوم على الجامع من قبل المليشيات الطائفية بعد تفجير ضريح العسكريين 2006، حيث تعرض الجامع إلى أعمال عنف لم تلحق أضراراً مادية بالمسجد.
ويحتوي الجامع على مجموعة من المباني، والتي يشغلها حالياً دائرة أوقاف بغداد - الكرخ.

## مقترح أكاديمي

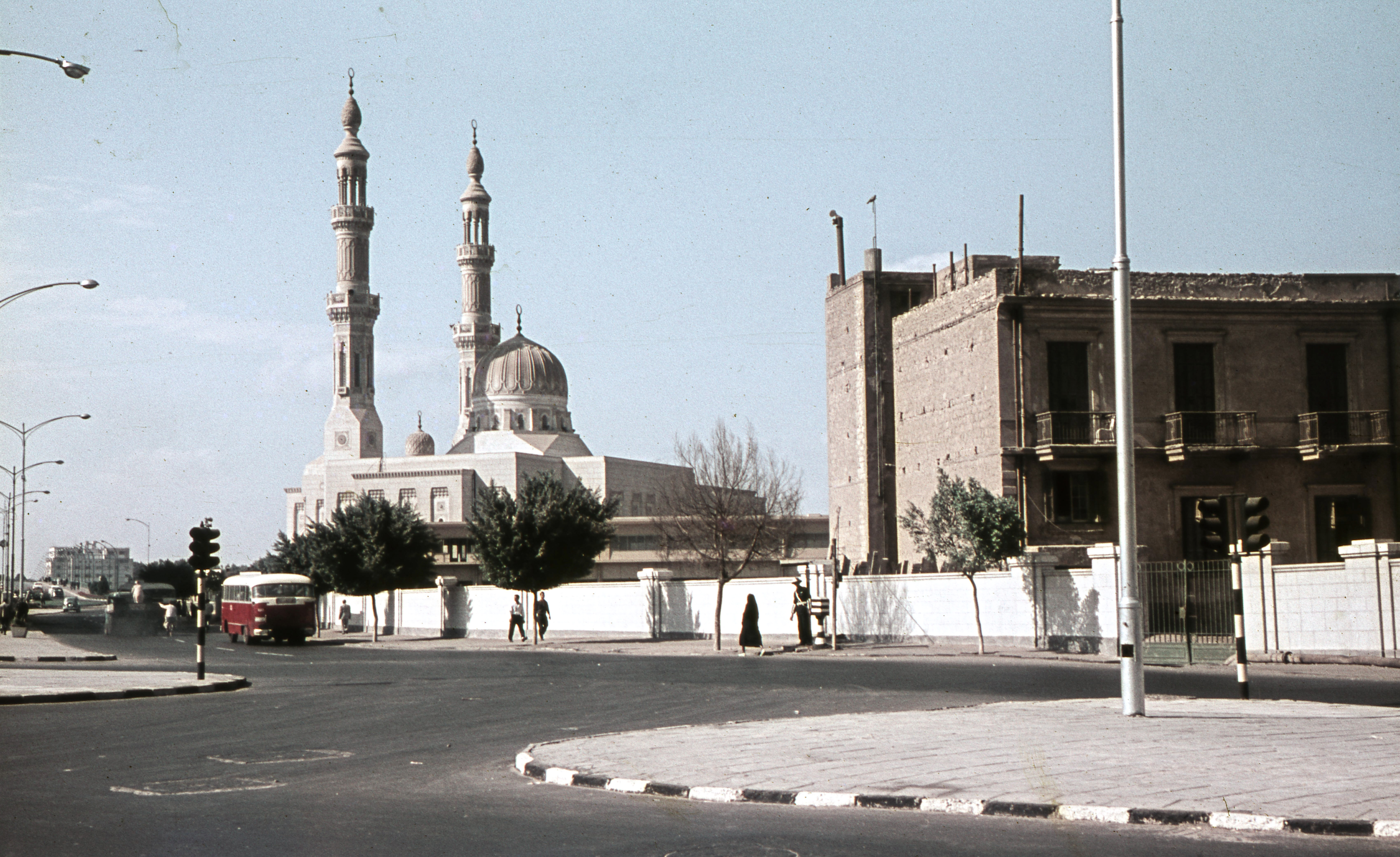
جامع أم الطبول عام 1976

هناك مقترح علمي قدمه باحث أكاديمي في رسالته للماجستير في الآثار الإسلامية بجامعة بغداد، هو تغيير اسم أحد المساجد في بغداد ممن لا يحمل اسماً تراثياً لبغداد العباسية _ مقترحا تبديل اسم جامع أم الطبول أو جامع 17 رمضان_ إلى جامع ابن الجوزي، تخليدا لهذا الامام البغدادي والذي ظلم من قبل أوقاف بغداد لتجاهل وضع اسمه على أحد مساجدها المركزية.